# 二硫代乙酰丙酮
二硫代乙酰丙酮是一种有机硫化合物，化学式为C5H8S2。它可由乙酰丙酮和五硫化二磷反应得到。它和硝酸铜在氢氧化钠中反应，可以得到棕色的二(二硫代乙酰丙酮)铜。除了普通的螯合物外，它还可以以二聚笼或具有芳香性的含S-S键的五元环阳离子的形式和进行形成配位化合物。